# Heartless (canción de The Weeknd)
«Heartless» es una canción del cantante canadiense The Weeknd. Fue lanzada a través de XO y Republic Records el 27 de noviembre de 2019, como uno de los sencillos principales de su próximo cuarto álbum de estudio junto a «Blinding Lights».

## Antecedentes y lanzamiento
The Weeknd insinuó por primera vez que estaba trabajando en un nuevo álbum en noviembre de 2018, a través de una actuación en la que le dijo a la multitud que «el Capítulo VI llegaría pronto». Después de un trío de sencillos colaborativos a lo largo de 2019, el 6 de agosto, aseguró a los fanáticos que estaba trabajando en su cuarto álbum de estudio. Luego, después de un período de silencio, el 24 de noviembre se reveló el sencillo «Blinding Lights» a través de un comercial de televisión de Mercedes-Benz. Con informes de «Heartless» apareciendo un día después, junto con su portada filtrada.

## Apariciones
- Esta canción forma parte de la banda sonora del videojuego de WWE 2K22.

## Historial de lanzamientos
| Región | Fecha                   | Formato                     | Discográfica(s)      | Ref.   |
| ------ | ----------------------- | --------------------------- | -------------------- | ------ |
| Varios | 27 de noviembre de 2019 | Descarga digital, Streaming | XO, Republic Records | [ 10 ] |